# Parti socialiste des îles Baléares-PSOE
Ne doit pas être confondu avec Parti socialiste de Majorque.
Le Parti socialiste des îles Baléares-PSOE (en catalan : Partit Socialista de les Illes Balears-PSOE, PSIB-PSOE) est la fédération territoriale du Parti socialiste ouvrier espagnol (PSOE) dans les îles Baléares.
Rétablie en 1978, la Fédération socialiste baléare-PSOE passe les 16 années qui suivent l'accession de l'archipel à l'autonomie dans l'opposition aux gouvernements de l'Alliance populaire (AP) puis du Parti populaire (PP). Elle prend son nom actuel en 1990.
En 1999, Francesc Antich devient le premier socialiste président des îles Baléares en coalition avec des partis nationalistes. Évincé du pouvoir en 2003, il le retrouve entre 2007 et 2011. Sa successeure Francina Armengol retrouve la direction du gouvernement des îles en 2015 et fait du PSIB-PSOE la première force parlementaire quatre ans plus tard. Le parti est de nouveau évincé du pouvoir en 2023.

## Secrétaires généraux
| Titulaire               | Mandat                                                         | Fonction |
| ----------------------- | -------------------------------------------------------------- | --- |
| Emilio Alonso (es)      | 26 février 1978 – 16 décembre 1979 (1 an, 9 mois et 20 jours)  | |
| Luis Sánchez            | 16 décembre 1979 – 31 janvier 1982 (2 ans, 1 mois et 15 jours) | |
| Francesc Triay (ca)     | 31 janvier 1982 – septembre 1982                               | |
| Félix Pons              | décembre 1982 – 17 mars 1985                                   | Président du Congrès des députés (1986-1996) |
| Josep Moll (ca)         | 17 mars 1985 – 25 novembre 1990 (5 ans, 8 mois et 8 jours)     | |
| Joan March Noguera (ca) | 25 novembre 1990 – 10 avril 1994 (3 ans, 4 mois et 16 jours)   | |
| Francesc Triay          | 10 avril 1994 – 6 juillet 1997 (3 ans, 2 mois et 26 jours)     | |
| Andreu Crespí (ca)      | 6 juillet 1997 – 24 septembre 2000 (3 ans, 2 mois et 18 jours) | |
| Francesc Antich         | 24 septembre 2000 – 25 février 2012 (11 ans, 5 mois et 1 jour) | Maire d'Algaida (1991-1997) Président des îles Baléares (1999-2003 ; 2007-2011)                                                                  |
| Francina Armengol       | depuis le 25 février 2012 (13 ans, 5 mois et 7 jours)          | Présidente du conseil insulaire de Majorque (2007-2011) Présidente des îles Baléares (2015-2023) Présidente du Congrès des députés (depuis 2023) |

## Résultats électoraux

### Parlement des îles Baléares
| Année | Chef de file          | Voix    | %        | #      | Sièges  | Gouvernement |
| ----- | --------------------- | ------- | -------- | ------ | ------- | ------------ |
| 1983  | Félix Pons            | 107 650 | 34,61    | 2e     | 21 / 54 | Opposition   |
| 1987  | Francesc Triay (ca)   | 107 762 | 32,29 () | 2e ()  | 21 / 59 | Opposition   |
| 1991  | Francesc Obrador (ca) | 102 060 | 30,09 () | 2e ()  | 21 / 59 | Opposition   |
| 1995  | Francesc Triay (ca)   | 90 008  | 23,96 () | 2e ()  | 16 / 59 | Opposition   |
| 1999  | Francesc Antich       | 80 327  | 22,02 () | 2e ()  | 16 / 59 | Antich I     |
| 2003  | Francesc Antich       | 104 614 | 24,54 () | 2e ()  | 18 / 59 | Opposition   |
| 2007  | Francesc Antich       | 116 933 | 27,95 () | 2e ()  | 20 / 59 | Antich II    |
| 2011  | Francesc Antich       | 104 628 | 24,89 () | 2e ()  | 17 / 59 | Opposition   |
| 2015  | Francina Armengol     | 83 804  | 19,41 () | 2e ()  | 14 / 59 | Armengol I   |
| 2019  | Francina Armengol     | 119 516 | 27,84 () | 1er () | 19 / 59 | Armengol II  |
| 2023  | Francina Armengol     | 119 540 | 26,53 () | 2e ()  | 18 / 59 | Opposition   |

### Cortes Generales
| Année   | Chef de file                 | Congrès des députés | Congrès des députés | Congrès des députés | Congrès des députés | Sénat | Gouvernement                                  |
| Année   | Chef de file                 | Voix                | %                   | #                   | Sièges              | Sénat | Gouvernement                                  |
| ------- | ---------------------------- | ------------------- | ------------------- | ------------------- | ------------------- | ----- | --------------------------------------------- |
| 1977    | Felipe González              | 73 554              | 23,44               | 2e                  | 2 / 6               | 1 / 5 | Opposition                                    |
| 1979    | Felipe González              | 88 232              | 29,38 ()            | 2e ()               | 2 / 6               | 1 / 5 | Opposition                                    |
| 1982    | Felipe González              | 144 232             | 40,70 ()            | 1er ()              | 3 / 6               | 3 / 5 | González I                                    |
| 1986    | Felipe González              | 137 363             | 40,57 ()            | 1er ()              | 3 / 6               | 3 / 5 | González II                                   |
| 1989    | Felipe González              | 118 833             | 34,78 ()            | 2e ()               | 3 / 6               | 1 / 5 | González III                                  |
| 1993    | Felipe González              | 140 145             | 34,26 ()            | 2e ()               | 3 / 7               | 1 / 5 | González IV                                   |
| 1996    | Felipe González              | 155 244             | 36,32 ()            | 2e ()               | 3 / 7               | 1 / 5 | Opposition                                    |
| 2000    | Joaquín Almunia              | 116 515             | 29,73 ()            | 2e ()               | 2 / 7               | 1 / 5 | Opposition                                    |
| 2004    | José Luis Rodríguez Zapatero | 185 623             | 39,48 ()            | 2e ()               | 4 / 8               | 1 / 5 | Zapatero I                                    |
| 2008    | José Luis Rodríguez Zapatero | 209 451             | 44,80 ()            | 1er ()              | 4 / 8               | 2 / 5 | Zapatero II                                   |
| 2011    | Alfredo Pérez Rubalcaba      | 126 512             | 29,40 ()            | 2e ()               | 3 / 8               | 1 / 5 | Opposition                                    |
| 2015    | Pedro Sánchez                | 88 635              | 18,47 ()            | 3e ()               | 2 / 8               | 0 / 5 | Opposition                                    |
| 2016    | Pedro Sánchez                | 93 363              | 20,27 ()            | 3e ()               | 2 / 8               | 0 / 5 | Opposition (2016-2018), Sánchez I (2018-2019) |
| 04/2019 | Pedro Sánchez                | 136 698             | 26,60 ()            | 1er ()              | 3 / 8               | 4 / 5 | Sánchez I                                     |
| 11/2019 | Pedro Sánchez                | 115 567             | 25,71 ()            | 1er ()              | 2 / 8               | 3 / 5 | Sánchez II                                    |
| 2023    | Pedro Sánchez                | 151 786             | 30,16 ()            | 2e ()               | 3 / 8               | 2 / 5 | Sánchez III                                   |